# Aghbar (ort)
Aghbar är en ort i Marocko.   Den ligger i regionen Drâa-Tafilalet, 400 km söder om huvudstaden Rabat.